# Irene Soria
Martha Irene Soria Guzmán (Ciudad de México, 1983) es profesora, investigadora y doctora en Estudios Feministas,  así como activista del software libre mexicana. Estudió en la UNAM, y es representante líder de Creative Commons México, autora de artículos académicos de divulgación científica. Su obra académica se ha presentado en medios internacionales como la Red Edusat y la cadena de TV alemana Deutsche Welle.

## Trayectoria
Licenciada en diseño y comunicación visual por la Facultad de Artes y Diseño de la UNAM, obtuvo el grado de maestría en Artes Visuales con mención honorífica por la Academia de San Carlos  y doctora en Estudios Feministas en la División de Ciencias Sociales de la UAM-Xochimilco, con la tesis En busca de las hacker: mujeres con prácticas computacionales especializadas. Además de ser representante líder de Creative Commons México, es integrante del Membership Committee of the CC Global Network Council, así como del Executive Committee. Desde 2009 trabaja con software libre principalmente como herramienta alternativa en la creación visual. Su tesis de maestría fue la primera en México que conjuga los temas de creación visual digital y el software libre.
Su trabajo se centra en promover la seguridad digital, el software libre, tecnología y cultura hacker. Ha participado en algunos medios como Tierra Adentro, Liminar y Luchadoras. Ha publicado varios artículos académicos en instituciones como la Universidad del Claustro de Sor Juana su trabajo ha sido presentado en ediciones de Campus Party México y es activista hackfeminista que impulsa la participación de las mujeres en la tecnología.

## Obra
- Software Libre, herramienta para la creación gráfica digital, 2014.
- Ética hacker, seguridad y vigilancia, 2016.
- Ciberprofesionales. Obra colectiva sobre el uso de las TIC, 2021.